# Fernand Deschamps
Fernand Deschamps (né le 13 juillet 1868 à Châtelineau, décédé le 15 mars 1957 à Bruxelles) est un intellectuel belge impliqué durant la première moitié du XXe siècle dans les grands débats socio-économiques et éthiques.

## Biographie
À l'âge de seize ans il entre dans l'industrie métallurgique et obtient des années plus tard le titre de docteur en droit moyennant un examen auprès du jury central d'État (à Louvain). Il entreprend ensuite des études à l'Institut supérieur de philosophie (ISP) à Louvain et devient rédacteur auprès du journal Le Vingtième Siècle. En 1898, il obtient un premier prix de philosophie lui attribuant une bourse d'études. Il gagne l'Allemagne pour y passer une année et demie auprès des universités de Bonn, Leipzig, Berlin et Hambourg. Il maintient le contact avec l'ISP et collabora à la Revue Sociale Catholique. Il contribua également à une publication de l'ISP concernant des écrivains catholiques remarqués et devint membre de la société d'économie sociale (SES).
En 1900 il entre au Ministère de l'éducation belge et reste lié, sous la direction de Cyrille Van Overbergh à l'Institut supérieur de philosophie de l’Université de Louvain comme conférencier et comme cosecrétaire de la revue Le Mouvement sociologique en annexe de la Revue néo-scolastique. Il participe à la création de la Société belge de sociologie, y est secrétaire avec Georges Legrand  et intervient comme modérateur auprès des controverses relatives à la sociologie, tiraillée entre l'approche religieuse (éthique) et l'approche scientifique. Durant la même période il enseigne la philosophie à l'Extension universitaire pour dames d'Anvers de Marie Elisabeth Belpaire. En 1901 il est chargé d'une mission aux États-Unis afin d'y étudier le combat du droit de vote des femmes (Suffrage). Une synthèse de ses travaux paraît dans les Annales de sociologie et comme annexe de la Revue néo-scolastique.
Par l'intermédiaire de nombreuses critiques de livres et de nombreux articles dans diverses revues scientifiques ou intellectuelles à caractère social et catholique, il défend, en tant qu’ancien disciple et émule de Désiré Mercier, la pensée positiviste d’Auguste Comte. À partir de 1903, il devient d'abord enseignant, ensuite professeur à l'Institut supérieur du commerce, à Anvers où les cours d’économie, de l’histoire de l’économie et d’économie politique lui sont attribués. Il rejoint plus tard également l'Université coloniale d'Anvers. Durant la Première Guerre mondiale et la fermeture des universités, il trouve refuge en Angleterre, à l'Université de Cambridge au Christ's College. En 1933, sa carrière professorale prend fin et à la suite d'un arrêté royal, l'éméritat lui est attribué des mains de Camille Huysmans. Après la Première Guerre mondiale, il défend en tant que catholique modéré certaines idées de Charles Maurras, mais abandonne cette voie lorsque ses idées prennent un virage qu'il désapprouve,.
Jusqu'en 1940 il participa activement aux débats socio-politiques et religieux par de nombreux articles élaborés dans la Revue catholique des idées et des faits et dans des journaux comme Le Vingtième Siècle et la Libre Belgique, généralement en première page.
Avec son meilleur ami Georges Legrand, professeur d'économie sociale à la faculté universitaire des sciences agronomiques de Gembloux, qu'il rencontre à l'ISP, il partage tant les idées que l'évolution et le développement des activités respectives.
L'entièreté des archives et sa bibliothèque personnelle ont disparu durant la Seconde Guerre mondiale, lors d'un bombardement de son domicile, qu’il venait de quitter.